# Чеське державне право

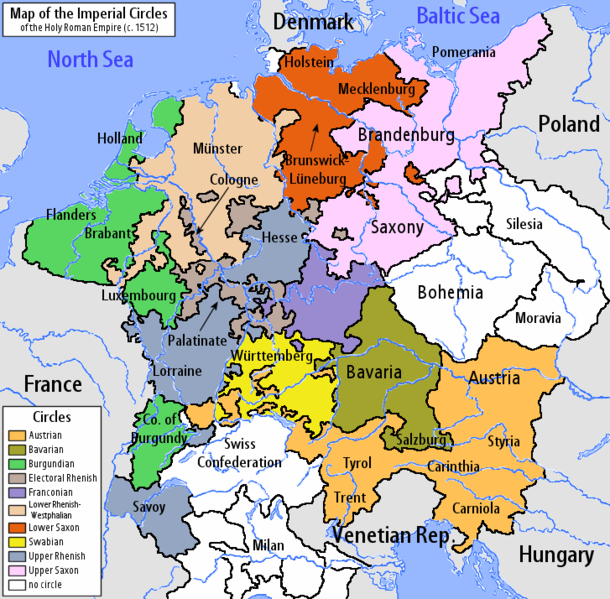
Землі Чеської Корони в межах Священної Римської імперії 1512 р.: білим позначено Богемію, Моравію, Сілезію та Верхню і Нижню Лужицю.

Чеське державне право (чеськ. České státní právo) — поняття на позначення сукупності історичних і державно-правових фактів, які лягли в основу прагнення чеського народу зберегти національну самостійність і досягти територіальної єдності земель Чеської Корони, спочатку в рамках Габсбурзької монархії, а потім і в наступних історичних обставинах. На чеське державне право покликається і нинішня Конституція Чеської Республіки.
До земель Чеської Корони, яких торкається чеське державне право, входять Богемія, Моравія та Чеська Сілезія, але в минулому це поняття поширювалося на всю територію Сілезії (яка нині здебільшого у межах Польщі, а також на інші області, якими колись правили чеські королі, зокрема на Верхню і Нижню Лужицю та Бранденбург, що нині у складі Німеччини.